# التضحية الكبرى (فلم)
التضحية الكبرى فيلم مصري تم إنتاجه عام 1947، من تأليف كمال حافظ وبديع خيري ومحمد عبد الجواد إخراج محمد عبد الجواد و بطولة عقيلة راتب وسراج منير.

## فريق العمل
إخراج: محمد عبد الجواد
تأليف:
- كمال حافظ (الرواية)
- بديع خيري (سيناريو وحوار)
- محمد عبد الجواد (سيناريو وحوار)

إنتاج: أفلام المجد
طاقم العمل:
- عقيلة راتب
- سراج منير
- عماد حمدي
- فؤاد جعفر
- سناء سميح
- عبد العزيز أحمد
- عبد العزيز محمود

## روابط خارجية
- مقالات تستعمل روابط فنية بلا صلة مع ويكي بيانات